# Marin Hills
Marin Hills je vrchovina v Marin County v Kalifornii, ve Spojených státech amerických. Leží severozápadně od Sanfranciského zálivu. Jihovýchodní výběžek Marin Hills zasahuje k mostu Golden Gate Bridge.
Nejvyšší vrchol je Mount Tamalpais (785 m),
v blízkosti Mill Valley. Oblast je součástí Kalifornského pobřežního pásma.

## Geografie a vegetace
Marin Hills je tvořena poměrně strmými hřebeny. V západní části, která leží při pobřeží Pacifiku, původně rostly staré původní lesy tvořené sekvojemi vždyzelenými. Většina z nich byla v 19. století vykácena (dnes je oblast opět zalesněna), nicméně v místech velmi obtížně přístupných svahů, v Sequoia Canyon, zůstaly zachovány. Dnes je tato oblast Muir Woods National Monument chráněnou oblastí. Ve východní části Marin Hills rostou především řídké dubové porosty, křoviny a traviny.